# Henderson (Nebraska)
Henderson es una ciudad ubicada en el condado de York en el estado estadounidense de Nebraska. En el Censo de 2010 tenía una población de 991 habitantes y una densidad poblacional de 682,04 personas por km².

## Geografía
Henderson se encuentra ubicada en las coordenadas 40°46′44″N 97°48′41″O / 40.77889, -97.81139. Según la Oficina del Censo de los Estados Unidos, Henderson tiene una superficie total de 1.45 km², de la cual 1.45 km² corresponden a tierra firme y (0.18%) 0 km² es agua.

## Demografía
Según el censo de 2010, había 991 personas residiendo en Henderson. La densidad de población era de 682,04 hab./km². De los 991 habitantes, Henderson estaba compuesto por el 98.18% blancos, el 0.3% eran afroamericanos, el 0.3% eran amerindios, el 0.1% eran asiáticos, el 0% eran isleños del Pacífico, el 0.81% eran de otras razas y el 0.3% pertenecían a dos o más razas. Del total de la población el 2.02% eran hispanos o latinos de cualquier raza.